# Mona Brorsson
Mona Brorsson (* 28. März 1990 in Järnskog) ist eine ehemalige schwedische Biathletin. Sie startete von 2013 bis 2024 im Weltcup. Mit der Frauenstaffel wurde sie 2022 Olympiasiegerin, nachdem sie vier Jahre zuvor bereits olympisches Staffelsilber gewonnen hatte.

## Sportliche Laufbahn

### Anfänge und Aufstieg im schwedischen Weltcupteam (bis 2018)
Brorsson wuchs im westschwedischen Koppom in der Provinz Värmland auf und begann im Kindesalter mit dem Skilaufen, bevor sie mit zehn Jahren den Biathlonsport aufnahm. Sie bestritt ihre ersten internationalen Rennen zu Beginn der Saison 2007/08 im Europacup der Juniorinnen. 2010 startete sie bei den in Torsby stattfindenden Juniorenweltmeisterschaften, bei denen sie als bestes Einzelergebnis einen 24. Rang im Sprint erreichte. Ab dem Winter 2011/12 erhielt Brorsson regelmäßige Einsätze im IBU-Cup, der zweithöchsten internationalen Wettkampfserie im Biathlon. Dort platzierte sie sich in der Folgesaison mehrmals unter den besten Zehn und war als Vierzehnte beste Schwedin der Gesamtwertung. Im März 2013 startete sie erstmals im Weltcup beim Saisonfinale in Oslo, wo sie im Sprint den 71. Rang belegte. Zudem nahm sie an den Europameisterschaften in Bansko teil, mit einem zwölften Platz im Einzel als vorderstem Ergebnis. Ein Jahr später gewann sie bei der EM 2014 in Abwesenheit der Weltspitze den Titel in der Verfolgung mit drei Sekunden Vorsprung auf die Spanierin Victoria Padial. Bei nationalen Meisterschaften holte sie 2012 ihre erste Medaille und gewann in der Folge mehrere Titel.
Nach den Rücktritten der Weltmeisterinnen Anna Carin Zidek 2011 und Helena Ekholm 2012 war das schwedische Biathlon-Frauenteam stark geschwächt: In der Nationenwertung verschlechterte es sich vom dritten Platz im Winter 2010/11 auf den sechzehnten Rang in der Saison 2013/14. Als Reaktion darauf stellte der schwedische Biathlonverband ein Perspektivteam für die Olympischen Winterspiele 2018 zusammen, in dem die zu diesem Zeitpunkt 24-jährige Brorsson die älteste Athletin war. Im Rückblick gab sie an, sie habe die Mannschaft, der später etwa auch die fünf Jahre jüngere Hanna Öberg angehörte, „wie eine Mutter“ betrachtet. Vom Winter 2014/15 an zählte Brorsson zum – ab 2015 von Wolfgang Pichler betreuten – A-Kader, fand Berücksichtigung in den schwedischen Weltcupstaffeln und war mit mehreren Resultaten um den 40. Rang in der Weltcup-Gesamtwertung (2015/16: 37.; 2016/17: 42.; 2017/18: 41.) die konstanteste Athletin ihres Teams. Mit der Staffel erreichte sie mehrmals die Top Ten im Weltcup. In einem Einzelrennen gelang ihr das zum ersten Mal als Sechste des WM-Sprints von Oslo 2016. Sie blieb dabei fehlerfrei und gehörte allgemein mit einer Trefferquote von 90 % im Winter 2015/16 zu den fünf besten Schützinnen im Weltcup.
Im Januar 2018 erreichte die schwedische Frauenstaffel in Oberhof nach sieben Jahren wieder ein Podiumsergebnis im Weltcup. Gemeinsam mit Linn Persson, Anna Magnusson und Elisabeth Högberg belegte Brorsson, die hier die Position der Schlussläuferin einnahm, den dritten Rang. Eine Woche später bestätigte das Team (nun mit Hanna Öberg anstelle von Högberg) die Platzierung in Ruhpolding. Bei den olympischen Wettkämpfen von Pyeongchang im Februar gewannen die Schwedinnen die Silbermedaille. Brorsson wurde dabei an zweiter Position aufgestellt, Schlussläuferin war Öberg, die kurz zuvor Olympiasiegerin im 15-Kilometer-Einzelwettkampf geworden war. Auch Brorsson erreichte mehrere Top-15-Resultate bei Olympia, am besten schnitt sie dabei als Zehnte in der Verfolgung ab. In der gemischten Staffel schoss sie als Startläuferin die einzigen beiden Strafrunden ihres Teams und übergab an 18., somit drittletzter, Stelle an Öberg. Die Staffel belegte letztlich Rang elf.

### Erweiterte Weltspitze (seit 2018)

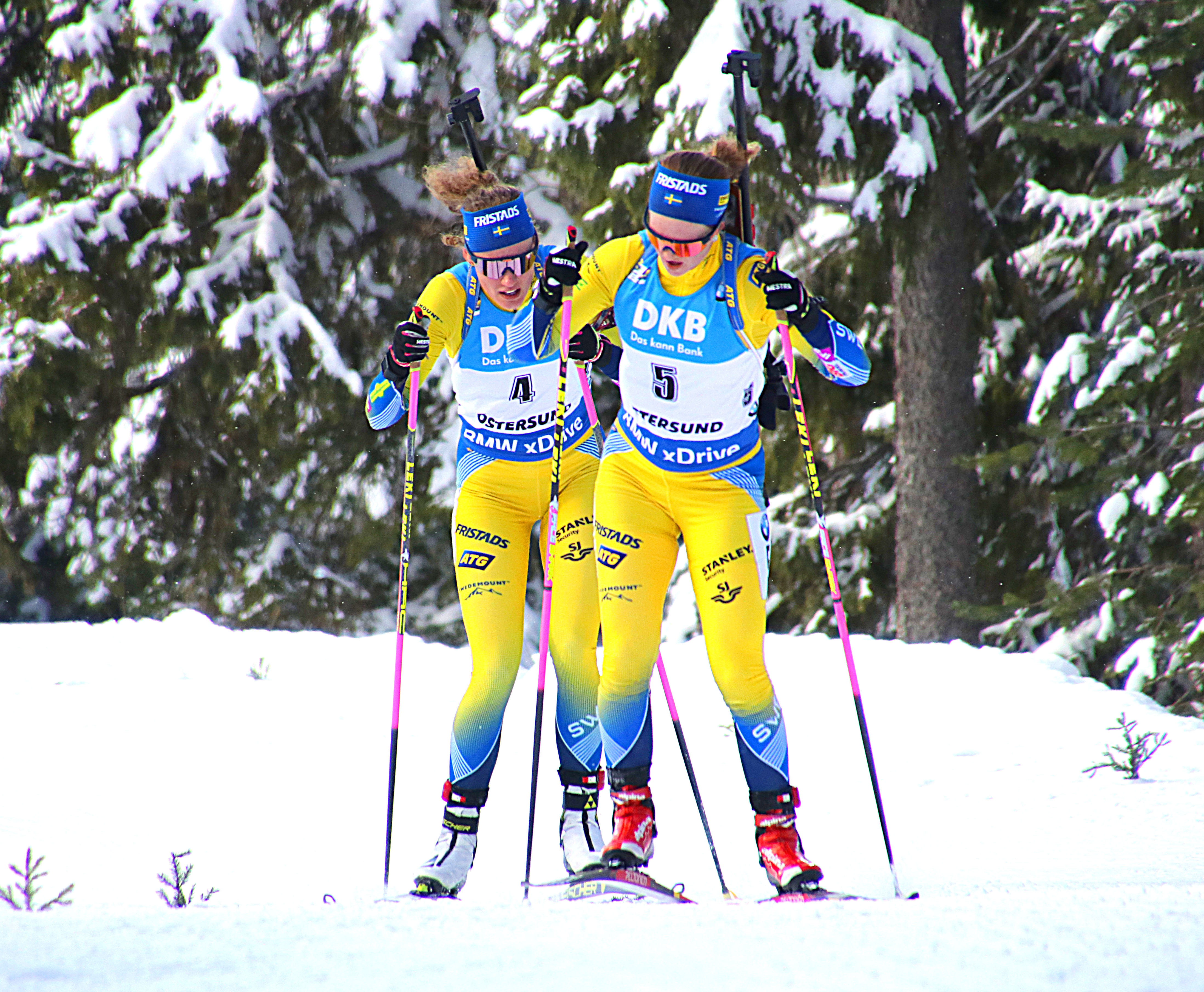
Brorsson (re.) und Hanna Öberg beim WM-Verfolgungsrennen 2019 in Östersund

In den Saisons 2018/19 und 2019/20 reihte sich Brorsson in den Weltcupgesamtwertungen auf den Rängen 19 und 20 ein. Sie verbesserte ihre bis 2018 im Vergleich zu anderen Weltcupathletinnen durchschnittlichen Laufleistungen und lief in beiden Wintern jeweils etwa um zwei Prozent schnellere Zeiten als der Mittelwert des Feldes.
Im Februar und März 2019 erzielte Brorsson vordere Ergebnisse bei Großereignissen: Zunächst gewann sie bei den Europameisterschaften in Minsk-Raubitschy vor Jekaterina Jurlowa-Percht und Hanna Öberg die Goldmedaille im Sprint sowie an der Seite von Emma Nilsson, Martin Ponsiluoma und Sebastian Samuelsson den Titel in der Mixed-Staffel. Im Anschluss belegte sie bei den Heim-Weltmeisterschaften 2019 an ihrem Wohnort Östersund die Ränge fünf (im Sprint), sieben (in der Verfolgung) und sechs (im Einzel) und gewann mit der Staffel die Silbermedaille. In der Verfolgung war Brorsson bei den ersten drei Schießeinlagen ohne Fehler geblieben und hatte eingangs des abschließenden Schießens mit einer halben Minute Vorsprung geführt. Dann verfehlte sie vier der letzten fünf Scheiben und fiel beim Sieg Denise Herrmanns um mehrere Plätze zurück. Später erklärte sie, sie sei auf die Situation – insbesondere die Begeisterung der schwedischen Zuschauer – nicht vorbereitet gewesen und „aus der Bahn“ geworfen worden. Im Dezember 2019 kam es beim 15-Kilometer-Einzelrennen, erneut in Östersund, zu einer ähnlichen Situation: Brorsson traf bei den ersten drei Schießen alle Scheiben und hatte die Möglichkeit zu gewinnen, schoss dann jedoch drei Strafminuten und belegte mit 2:17,4 Minuten Rückstand auf Justine Braisaz den 15. Rang. Sie beendete den Winter mit ihrem besten Saisonergebnis, einem sechsten Rang in der Verfolgung von Kontiolahti.
Im Winter 2020/21 feierte Brorsson mit der schwedischen Frauenstaffel in Kontiolahti und in Nové Město die einzigen Weltcupsiege ihrer Laufbahn. Zudem lief sie zweimal in Einzelwettkämpfen – im Sprint in Kontiolahti und im Massenstart von Oberhof – auf den fünften Rang. Nach einer zwischenzeitlichen Formschwäche im Januar belegte sie in der Gesamtwertung des Weltcups Platz 28. Im Januar 2022 stand Brorsson als Dritte des 15-Kilometer-Rennens beim Weltcup in Antholz erstmals auf dem Podest bei einem Einzelwettkampf der höchsten Rennserie. Einen Monat später wurde sie mit der Frauenstaffel in Peking Olympiasiegerin: Als zweite Läuferin des schwedischen Quartetts um Linn Persson sowie die Schwestern Hanna und Elvira Öberg blieb sie ohne Schießfehler. 
Wegen krankheitsbedingten Formproblemen zu Beginn der Saison 2022/23 wurde Brorsson in den ersten Wochen des Winters nicht im fünfköpfigen schwedischen Weltcupteam eingesetzt. Sie trat stattdessen im IBU-Cup an. Im Januar 2023 erhielt sie Stina Nilssons Startplatz in der ersten Mannschaft, nachdem ihre Teamkollegin wegen schwächerer Leistungen zurückgestuft worden war. Brorsson blieb die restliche Saison Teil des Weltcupkaders, platzierte sich regelmäßig in den Punkterängen und fand auch Berücksichtigung in der schwedischen Auswahl für die Weltmeisterschaften 2023 in Oberhof. Dort erreichte sie in allen vier Einzelrennen Positionen zwischen Platz 15 und 29.
In der Saison 2023/24 erzielte Brorsson in Ruhpolding mit dem zweiten Platz im Sprint das beste Resultat in einem Einzelrennen in ihrer Weltcupkarriere. In Ruhpolding sowie in Östersund erzielte sie zwei weitere Einzelergebnisse im Weltcup innerhalb der Top 10. Mit der Staffel erreichte sie zwei zweite Plätze sowie einen dritten Rang. Bei den Biathlon-Weltmeisterschaften 2024 erreichte sie den neunten Platz im Einzel. Im Februar gab sie ihr Karriereende mit Ablauf der Saison 2023/24 bekannt.

## Persönliches
Brorssons Mutter war Skilangläuferin und ihre erste Trainerin beim heimischen Skiclub. Nach der Mittelstufe wechselte Brorsson mit 15 Jahren auf das Biathlongymnasium in Torsby, später zog sie nach Östersund, wo sie während ihrer Laufbahn an der Mittuniversitetet Soziologie und Staatswissenschaften studierte. Sie beschreibt sich selbst als naturverbunden und geht häufig wandern und zelten.

## Statistiken

### Weltcupsiege
| Nr. | Datum        | Ort                  | Disziplin |
| --- | ------------ | -------------------- | --------- |
| 1.  | 5. Dez. 2020 | Kontiolahti          | Staffel 1 |
| 2.  | 4. März 2021 | Nové Město na Moravě | Staffel 2 |

### Weltcup-Platzierungen
Die Tabelle zeigt alle Platzierungen (je nach Austragungsjahr einschließlich Olympische Spiele und Weltmeisterschaften).
- 1.–3. Platz: Anzahl der Podiumsplatzierungen
- Top 10: Anzahl der Platzierungen unter den ersten zehn (einschließlich Podium)
- Punkteränge: Anzahl der Platzierungen innerhalb der Punkteränge (einschließlich Podium und Top 10)
- Starts: Anzahl gelaufener Rennen in der jeweiligen Disziplin
- Staffel: inklusive Mixed- und Single-Mixed-Staffeln

| Platzierung | Einzel | Sprint | Verfolgung | Massenstart | Staffel | Gesamt |
| ----------- | ------ | ------ | ---------- | ----------- | ------- | ------ |
| 1. Platz    |        |        |            |             | 2       | 2      |
| 2. Platz    |        | 1      |            |             | 7       | 8      |
| 3. Platz    | 1      |        |            |             | 8       | 9      |
| Top 10      | 3      | 7      | 4          | 6           | 37      | 57     |
| Punkteränge | 18     | 51     | 44         | 21          | 51      | 185    |
| Starts      | 25     | 85     | 57         | 21          | 51      | 239    |

### Weltmeisterschaften
Ergebnisse bei den Weltmeisterschaften:
|                                      | Einzelwettbewerbe | Einzelwettbewerbe | Einzelwettbewerbe | Einzelwettbewerbe | Staffelwettbewerbe | Staffelwettbewerbe |
| Sprint                               | Verfolgung        | Einzel            | Massenstart       | Damenstaffel      | Mixed-Staffel      |                    |
| ------------------------------------ | ----------------- | ----------------- | ----------------- | ----------------- | ------------------ | ------------------ |
| Weltmeisterschaften 2015 Kontiolahti | 28.               | 38.               | 23.               | –                 | 8.                 | 16.                |
| Weltmeisterschaften 2016 Oslo        | 6.                | 39.               | 29.               | 28.               | 10.                | 12.                |
| Weltmeisterschaften 2017 Hochfilzen  | 56.               | 46.               | 44.               | –                 | 6.                 | –                  |
| Weltmeisterschaften 2019 Östersund   | 5.                | 7.                | 6.                | 14.               | 2.                 | –                  |
| Weltmeisterschaften 2020 Antholz     | 33.               | 29.               | 18.               | –                 | 5.                 | –                  |
| Weltmeisterschaften 2021 Pokljuka    | 58.               | 53.               | –                 | –                 | –                  | –                  |
| Weltmeisterschaften 2023 Oberhof     | 22.               | 15.               | 29.               | 21.               | –                  | –                  |
| Weltmeisterschaften 2024 Nové Město  | 38.               | 39.               | 9.                | 21.               | –                  | –                  |

### Olympische Winterspiele
Ergebnisse bei Olympischen Winterspielen:
|                                             | Einzelwettbewerbe | Einzelwettbewerbe | Einzelwettbewerbe | Einzelwettbewerbe | Staffelwettbewerbe | Staffelwettbewerbe |
| Sprint                                      | Verfolgung        | Einzel            | Massenstart       | Damenstaffel      | Mixedstaffel       |                    |
| ------------------------------------------- | ----------------- | ----------------- | ----------------- | ----------------- | ------------------ | ------------------ |
| Olympische Winterspiele 2018 \| Pyeongchang | 27.               | 10.               | 14.               | 13.               | 2.                 | 11.                |
| Olympische Winterspiele 2022 \| Peking      | —                 | —                 | 12.               | 21.               | 1.                 | —                  |